# Tamasopo
Tamasopo è una municipalità dello stato di San Luis Potosí, nel Messico centrale, il cui capoluogo è la località omonima.
Conta 28.848 abitanti (2010) e ha una estensione di 1326.41 km².